# Tephritoidea
Tephritoidea (лат.) — надсемейство круглошовных мух из подотряда короткоусых (Brachycera) двукрылых. Более 8000 видов, включая пестрокрылок. Встречаются всесветно. 6-й, 7-й и 8-й тергиты брюшка самцов редуцированы до фрагментов или отсутствуют; 7-й и 8-й стерниты асимметричные. Субскутеллюм сравнительно хорошо развит. Анэпистернум с б. м. перпендикулярными, прямыми внутренними фрагмами в своей задней половине. Надсемейство Tephritoidea делится на три монофилетические подгруппы: первую монотипическую (Lonchaeidae), вторую (Tephritidae, Otitidae, Platystomatidae, Pyrgotidae, Tachiniscidae) и третью (Pallopteridae, Piophilidae, Richardiidae).

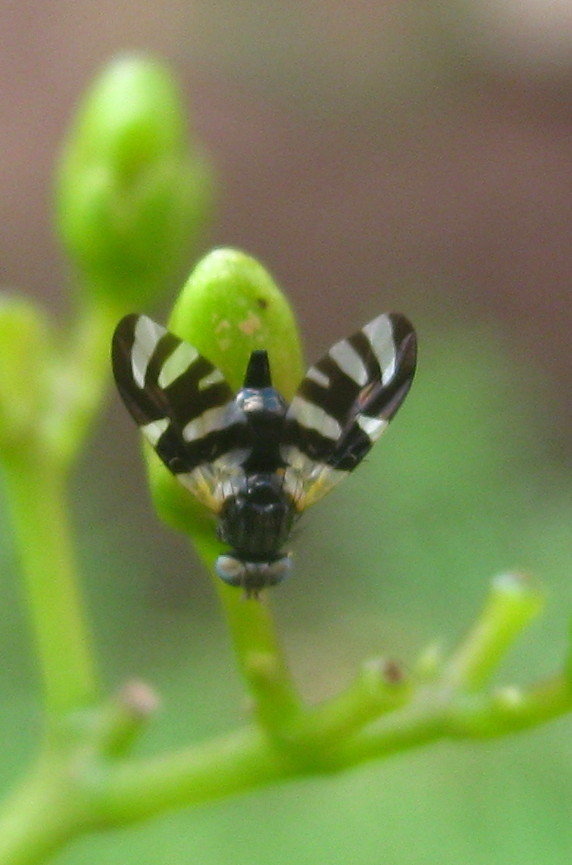
Пестрокрылки (Tephritidae), 4300 видов
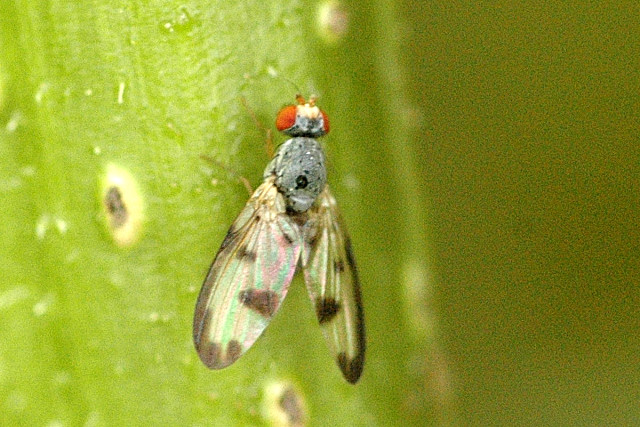
Pallopteridae, 60 видов
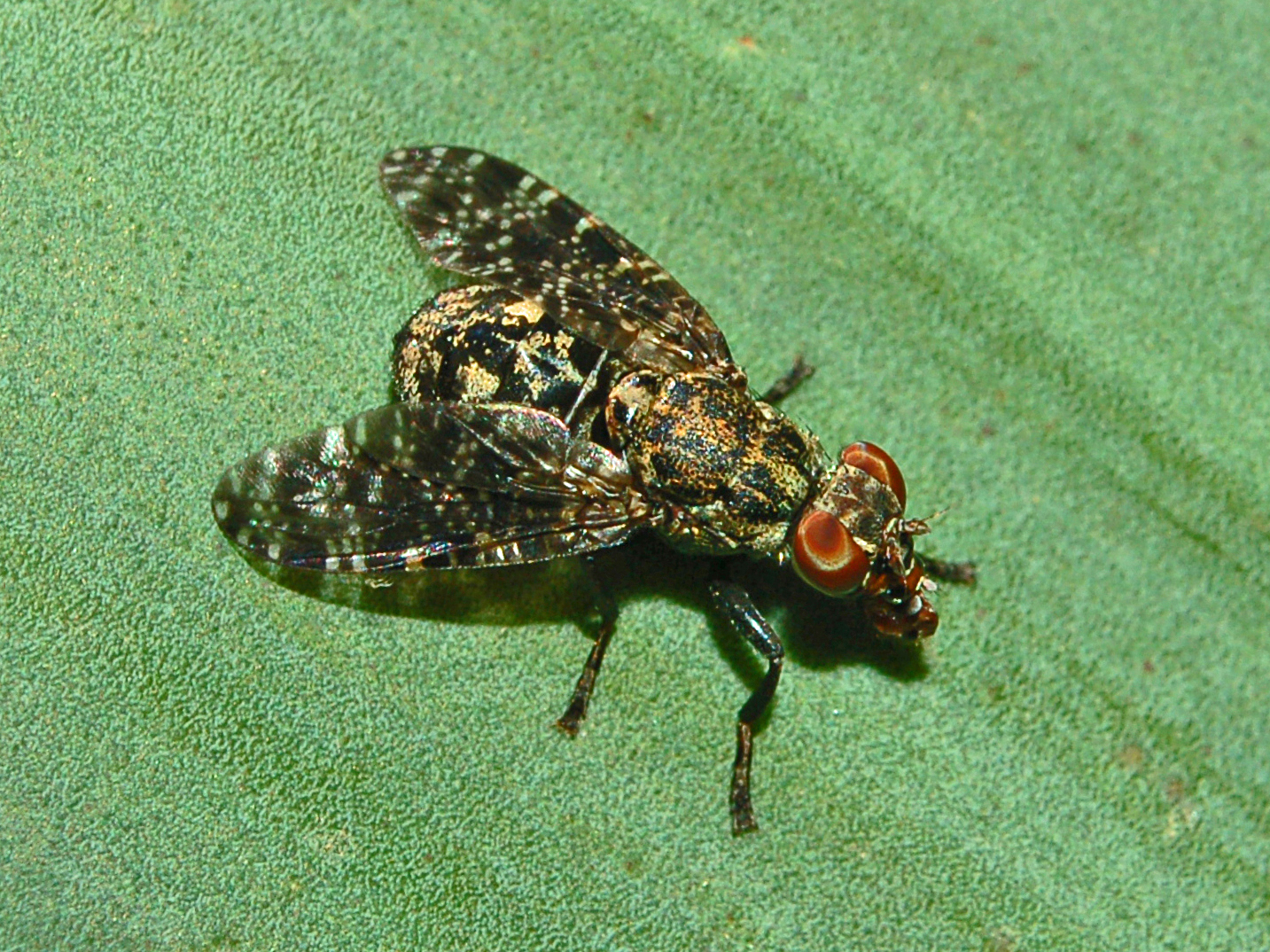
Platystomatidae, 1200 видов
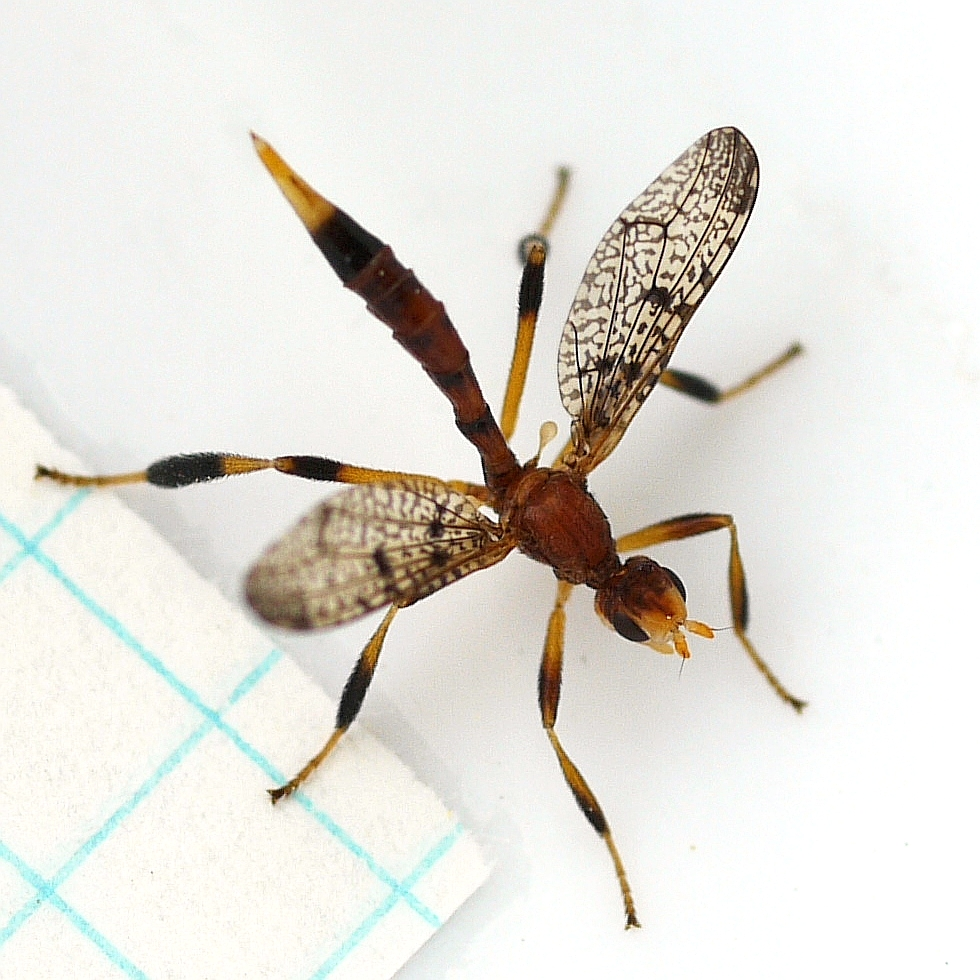
Pyrgotidae, 330 видов
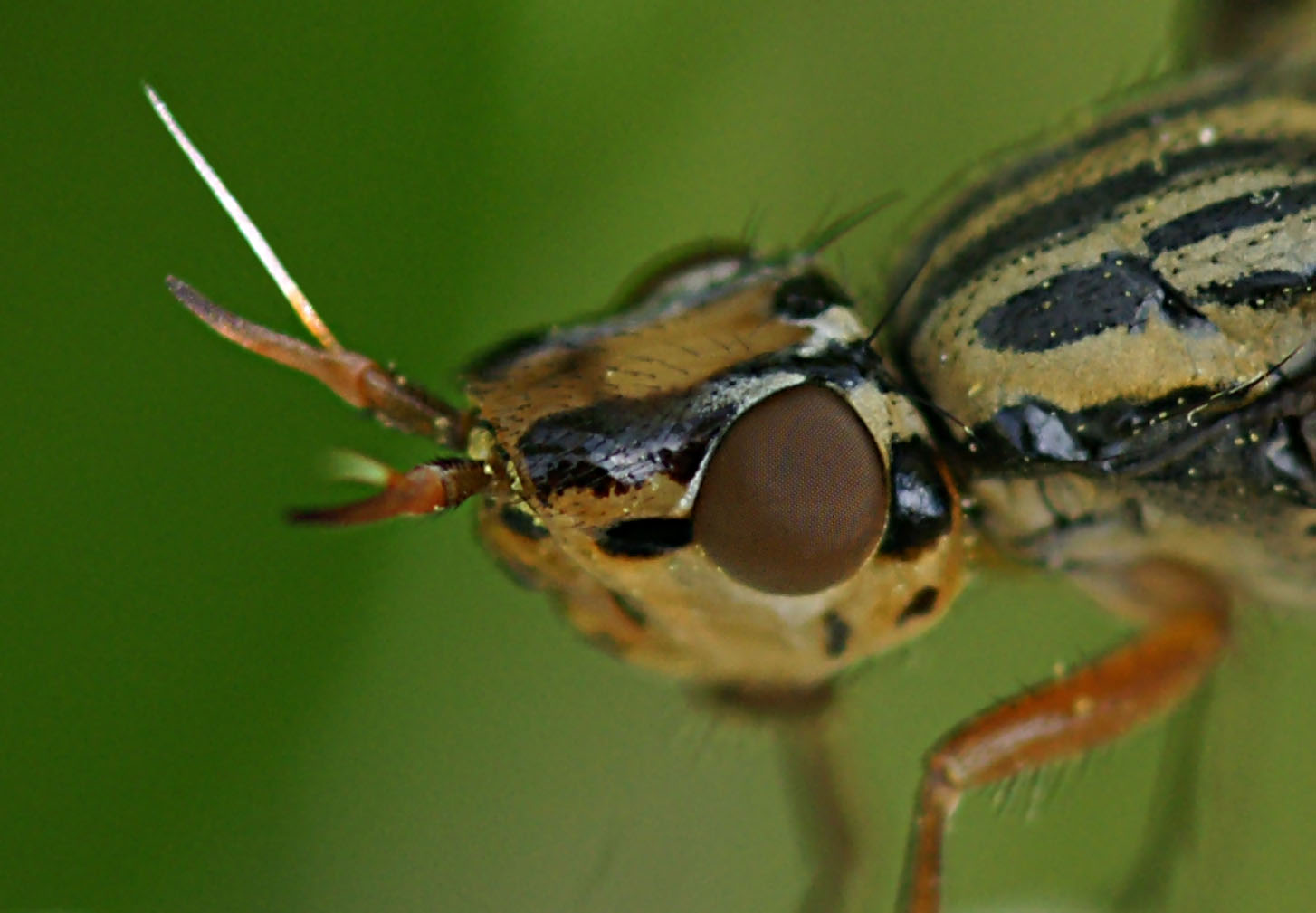
Ulidiidae, 1000 видов